# Dacia 1320
Dacia 1320 este un autoturism în două volume si jumatate, cu hayon fabricat de uzina Dacia din anul 1987 până în 1991, când a fost înlocuit de modelul 1325. Acesta era derivat din modelul în trei volume Dacia 1310.

## Istoric
Modelul 1320 a apărut din necesitatea de a avea în România comunistă a vremurilor de atunci un echivalent la noile modele în două volume apărute în celelalte țări socialiste, precum Lada Samara, Skoda Favorit sau Zastava Florida. Singura excepție era modelul Dacia 2000, fabricat sub licență după Renault 20, dar acesta era rezervat doar nomenclaturii.
Modelul dispunea de noile faruri rectangulare, folosite la generația a doua a Daciei 1310, fabricată între anii 1990 și 1994. Motorul nu era unul nou, ci era identic cu cel folosit pe Dacia 1310, cu patru cilindri în linie, de capacitate cilindrică de 1289 cmc, răcit cu lichid și cu motoventilator independent electric. Au existat și modele cu motor de 1397 cmc, și cutie în 5 trepte. Alte noutăți pe care le aducea modelul erau barele de protecție față și spate din materiale plastice, cea din față având și spoiler încorporat, sau noua planșă de bord în stil modern, cu o mai bună posibilitate de a dirijării aerului la interior. De asemenea mânere de deschidere din exterior a ușilor erau integrate în acestea, iar panourile interioare erau modificate. Capacitatea de transport era de cinci persoane, iar cea a portbagajului de 328 de litri. Mașina putea fi echipată cu două tipuri de pneuri: 165/70 R13 sau 155 R13. Jantele aveau lățimea de 4,5 țoli sau 5,5 țoli. A fost fabricată între anii 1987 și 1990. Majoritatea au fost folosite ca Taxi, deși populația a prezentat inițial interes pentru acest model, interesul s-a stins repede, prețul de vânzare fiind practic cel de DACIA Break, un model extrem de râvnit. Puține exemplare supraviețuiesc azi, doar la pasionați și colecționari.

## Motorizare
| Nume | Capacitate | Tip    | Putere maximă                | Moment maxim | Viteză maximă | Accelerație 0–100 km/h | Consum urban | Consum extraurban |
| ---- | ---------- | ------ | ---------------------------- | ------------ | ------------- | ---------------------- | ------------ | ----------------- |
| 1,3  | 1289 cmc   | 810-99 | 54 CP (40 kW) la 5250 rpm    | 88 Nm        | 140 km/h      | 16,6 s                 | 9,0 l/100 km | 5,9 l/100 km      |
| 1,4  | 1397 cmc   | 102-00 | 62 CP (45.58 kW) la 5500 rpm | 103 Nm       | 145 km/h      | 15,9 s                 | 9,2 l/100 km | 6,4 l/100 km      |